# Fitzroya cupressoides
Fitzroya es un género de plantas perteneciente a la familia de las Cupresáceas. Se trata de un género monotípico, cuya única especie es Fitzroya cupressoides, un enorme árbol conocido como alerce, lahuán o alerce patagónico en sus países de origen: Argentina y Chile. No está emparentado con los «alerces» que originaron su nombre común, por lo que fuera de estos países es llamado «falso ciprés de Patagonia». La comunidad aborigen de su área de dispersión, los mapuches, lo denomina lawal.  Es el árbol nativo más alto de la región del Cono Sur de América.

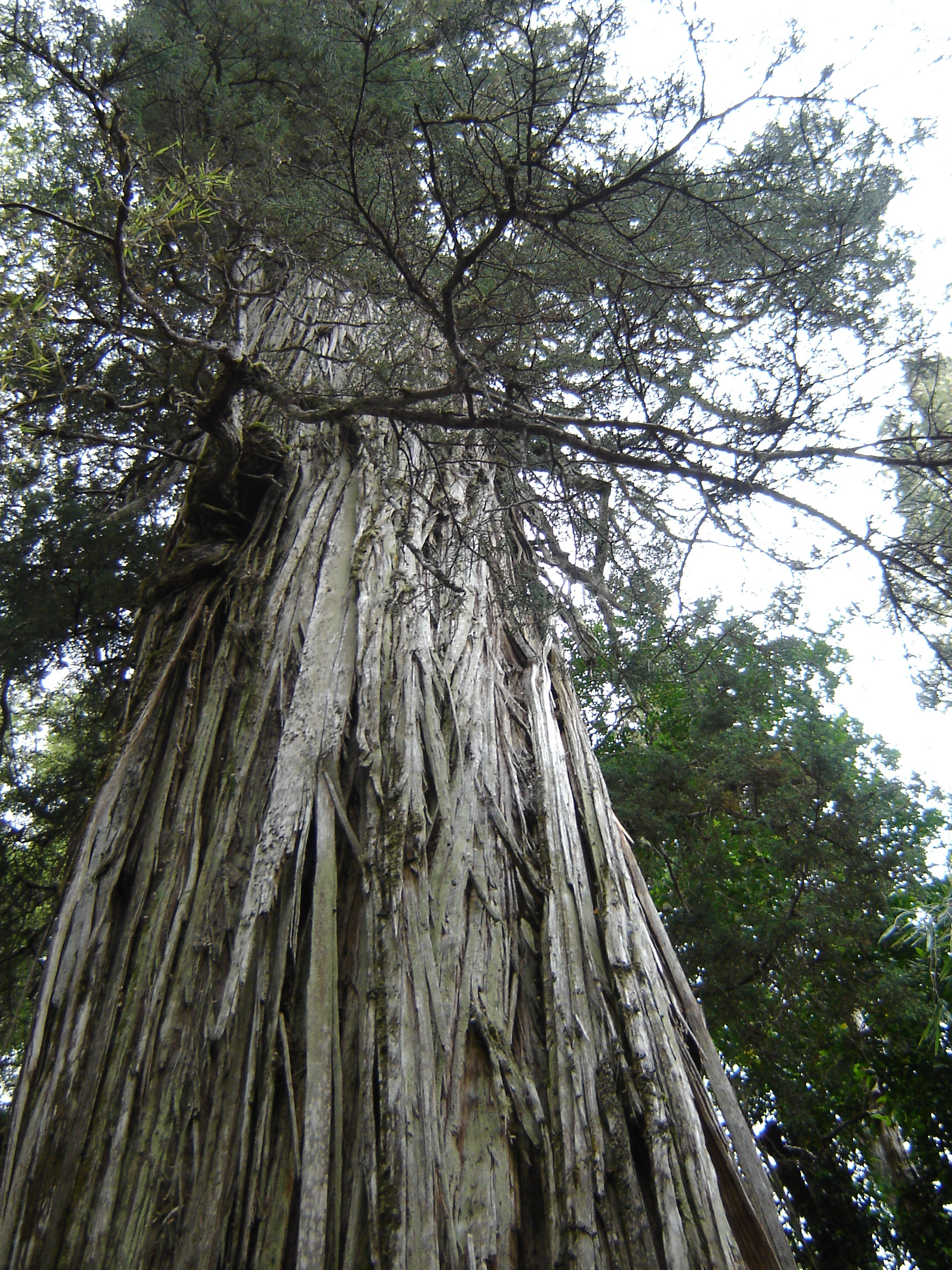
"Alerce milenario". Parque Nacional Los Alerces, Argentina. Edad: 2620 años, Altura: 57,5 metros, Diámetro: 2,3 metros.

## Distribución
Es un árbol originario del sur de Argentina y Chile, en el bosque húmedo templado valdiviano, entre los 40° y los 43° de latitud Sur, tanto en la cordillera de los Andes de ambos países como en la cordillera de la Costa de Chile. Habita entre los 700 y 1400 m s. n. m. en Argentina y desde el nivel del mar a los 1500 m s. n. m. en Chile. Prefiere zonas muy húmedas, con suelos húmedos y empantanados, con abundantes lluvias (mayores a 2000 mm al año).

## Historia natural

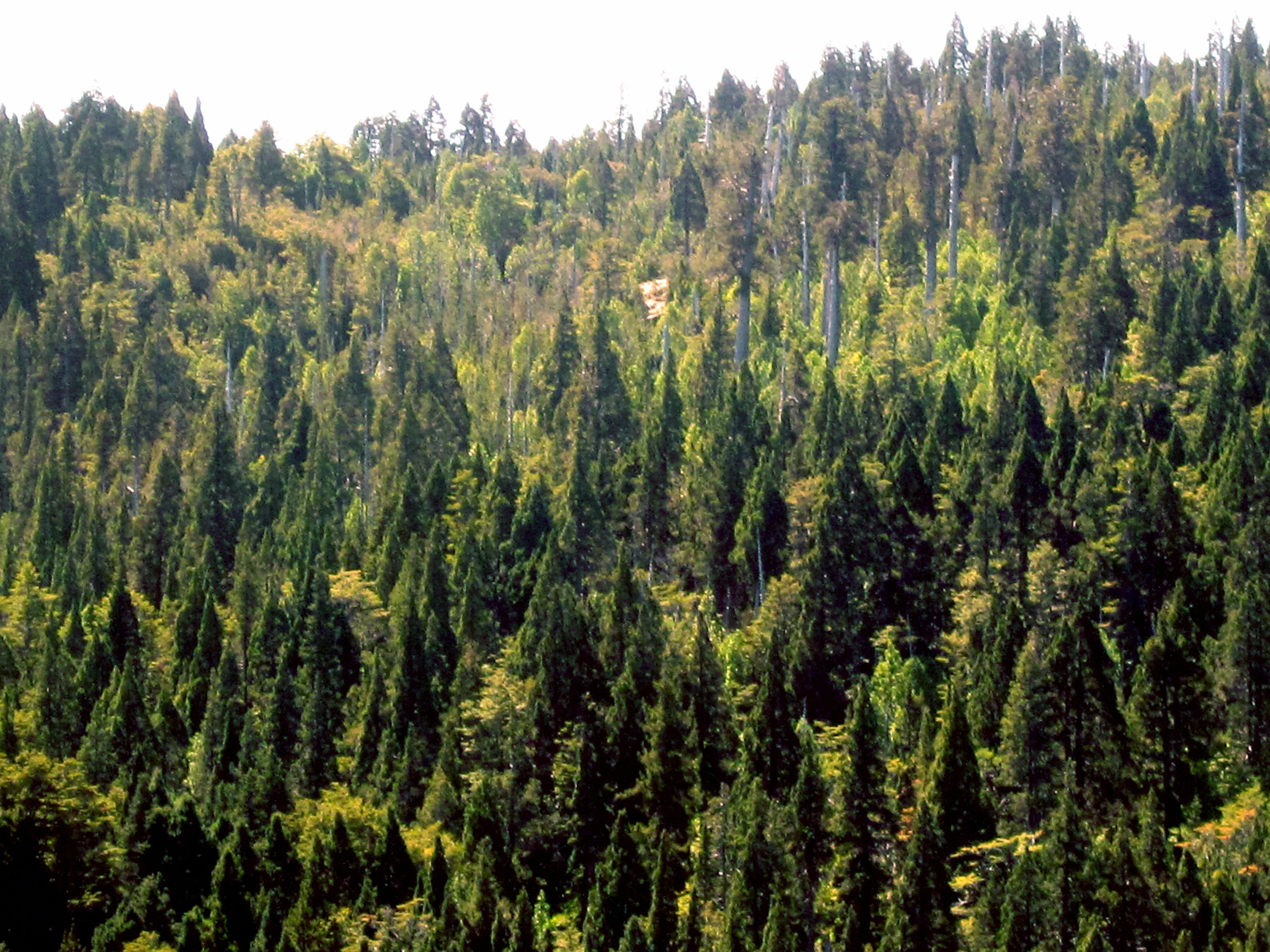
Vista de alerces desde el Parque nacional Alerce Costero

Forma bosques casi puros llamados alerzales. Suele convivir con otras especies arbóreas, como el ciprés de las Guiatecas (Pilgerodendron uviferum), mañiú hembra (Saxegothaea conspicua) y el coihue (Nothofagus dombeyi). Es una especie de crecimiento lento, y también muy longeva. Un ejemplar bimilenario, del Parque Nacional Los Alerces, se utilizó para calibrar la escala de fechados por radiocarbono.
En 1993 Antonio Lara y Ricardo Villalba publicaron en la revista Science que un ejemplar conocido como el «Gran Abuelo» en el Parque Nacional Alerce Costero en Chile tenía más de 3622 años de edad, lo que lo convierte en el tercer árbol vivo más antiguo del mundo. Otros autores en un trabajo del 2022 lo considera el árbol más antiguo del mundo, con una edad estimada de 5485 años. Lara y Villalba declararon que esta especie sería la segunda más longeva después de Pinus longaeva.

## Descripción
Es una especie arbórea, perennifolia, con hojas en forma de escama o de espátula, dispuestas en grupos de tres. Alcanza los 45 metros, pero puede llegar a alturas superiores a los 50 metros, constatándose especímenes de hasta 57 metros de alto.

## Usos
Su madera es liviana, de un color rojizo intenso y muy resistente a la pudrición y el ataque de insectos y se parte muy bien siguiendo la veta, lo que permite partir la madera con hacha obteniendo tablas delgadas y largas. Por estas razones esta madera es muy apreciada para la fabricación de tejuelas que se usan para revestir construcciones en el sur de Chile. Estas tejuelas son trozos rectangulares de aproximadamente 80 cm de largo por 20 de ancho y 0,5 de espesor que se elaboran en forma manual. Usualmente el extremo visible es recortado y pintado con propósitos ornamentales.

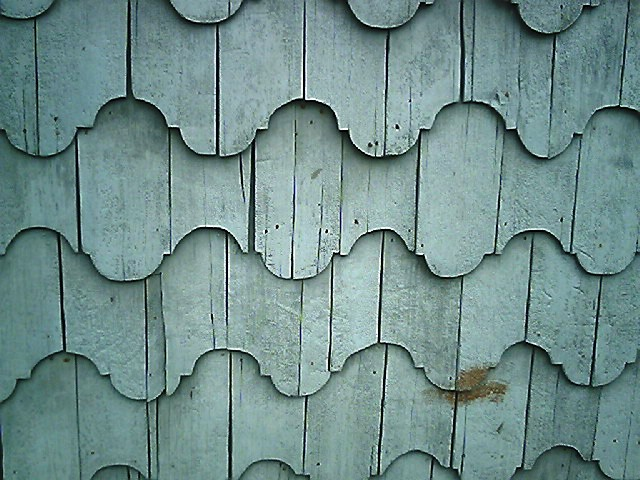
Pared de tejuelas con tres despuntes diferentes.

Se ha empleado la madera de alerce como dinero, hasta época tan reciente como la década de 1990 en sectores aislados de la costa de Osorno, y en la época colonial se le llegó a dar el nombre de real de alerce a una cantidad de madera empleada como unidad de pago.
En Chiloé su resina se usaba como sustituto del incienso en ceremonias religiosas católicas y el interior de la corteza o cochay servía para hacer la «estopa de alerce», con la que se calafateaban embarcaciones.

### Propiedades físicas de la madera
| Datos numéricos          | Verde                  | Seco                   |
| Resistencia a la flexión | 421 kgf / cm 2         | 611 kgf / cm 2         |
| Densidad                 | -                      | 480 kg / m 2           |
| Dureza                   | -                      | 254 kg                 |
| Resistencia al impacto   | 91 cm                  | 114 cm                 |
| Esfuerzo de compresión   | 189 kgf / cm 2         | 362 kgf / cm 2         |
| Rigidez                  | 66 por 1000 kgf / cm 2 | 81 por 1000 kgf / cm 2 |
| Contracción radial       | -                      | 4%                     |
| Contracción tangencial   | -                      | 6%                     |

## Explotación y conservación
Con la llegada de los españoles al archipiélago de Chiloé en la segunda mitad del siglo XVI, se inició desde el Virreinato del Perú una demanda por la madera, altamente valorada por su resistencia a la humedad. Dicho interés generó una economía en torno a las tablas de alerce, la cual empezó a crecer a tal punto que hacia fines de siglo XVII ya era el principal producto de exportación y la «madera símbolo» de Chiloé. De acuerdo a Segismundo Guell, en 1767 el comercio desde Chiloé al Perú ya registraba una carga anual de 40 000 tablas, frente a las 6000 que se enviaban a finales del siglo XVII, y según los relatos del alférez Lázaro de Ribera y del explorador José de Moraleda, hacia la década de 1780 la exportación de tablas —las cuales eran embarcadas en Chacao con destino al Callao— alcanzaba las 200 000 unidades.
Aunque la guerra de la Independencia pausó la actividad de explotación, esta fue retomada tras la anexión del archipiélago a la República de Chile en 1826. Hacia 1835 había seis mil «hacheros», según las observaciones de Claudio Gay en su viaje a Chiloé, y en 1851 se llegaba a un récord de producción de 2,5 millones de tablas.
Pese al agotamiento de los alerzales en los sectores costeros del seno y estuario de Reloncaví y a la declinación posterior de la actividad en torno al alerce, en el siglo XX su explotación continuó en zonas cordilleranas, llegando en la década de 1960 a niveles industriales en la localidad de Contao.

### Conservación
El peligro de extinción llevó al gobierno chileno a declarar a la especie como monumento natural en 1977, por lo que desde ese año está prohibido talar árboles vivos, aunque se puede emplear la madera de árboles muertos si se cuenta con autorización de la Corporación Nacional Forestal. En la provincia del Chubut en Argentina fue declarado monumento natural provincial mediante la Ley 5015 sancionada el 20 de mayo de 2003.
Así, en estos países se hacen esfuerzos para preservar esta especie de coníferas junto al Pilgerodendron uviferum (Ciprés de las Guaitecas) y Austrocedrus chilensis (ciprés de la cordillera).

## Nombres vulgares
En la Argentina y Chile, los países de origen de esta especie, se emplean los nombre vulgares «alerce» o «alerce patagónico»; en tanto los indígenas de la zona, los mapuches, en su idioma lo llaman lawan, lawen, o lawal.
Su nombre común en español (Alerce) se originó por su apariencia general, que los europeos encontraron similar a los árboles del género Larix del Viejo Mundo, conocidas como «alerces», por ejemplo el «alerce europeo» (Larix decidua) que se usa en jardinería y en plantaciones madereras, de las cuales no está emparentado, por lo que fuera de estos países, para evitar confusiones, es llamado «falso ciprés de Patagonia».
En la época en que su extracción era una actividad frecuente, en el español de Chiloé se empleaban diversos nombres para referirse a árboles con características particulares. Por ejemplo un «concañ» era un árbol viejo y deteriorado, un «changuay» era un árbol de tronco bifurcado y un «peñeng» era una par de alerces unidos en que un miembro era más pequeño que el otro.

## Taxonomía
Fitzroya cupressoides fue descrita por (Molina) I.M.Johnst.  y publicado en Contributions from the Gray Herbarium of Harvard University 70: 91. 1924.

### Etimología
Fitzroya: nombre genérico que está dedicado al Capitán Robert Fitz Roy.
cupressoides: epíteto latíno compuesto que significa "similar al género Cupressus".

### Sinonimia
- Cupresstellata patagonica (Hook.f. ex Lindl.) J.Nelson
- Fitzroya patagonica Hook.f. ex Lindl.
- Libocedrus cupressoides (Molina) Kuntze
- Pinus cupressoides Molina[17]

## Clasificación
- Reino Plantae
  - División Trachaeophyta
    - Clase Pinópsida
      - Orden Pinales
        - Familia Cupressaceae
          - Género Fitzroya
            - Fitzroya cupressoides[4]

## Galería

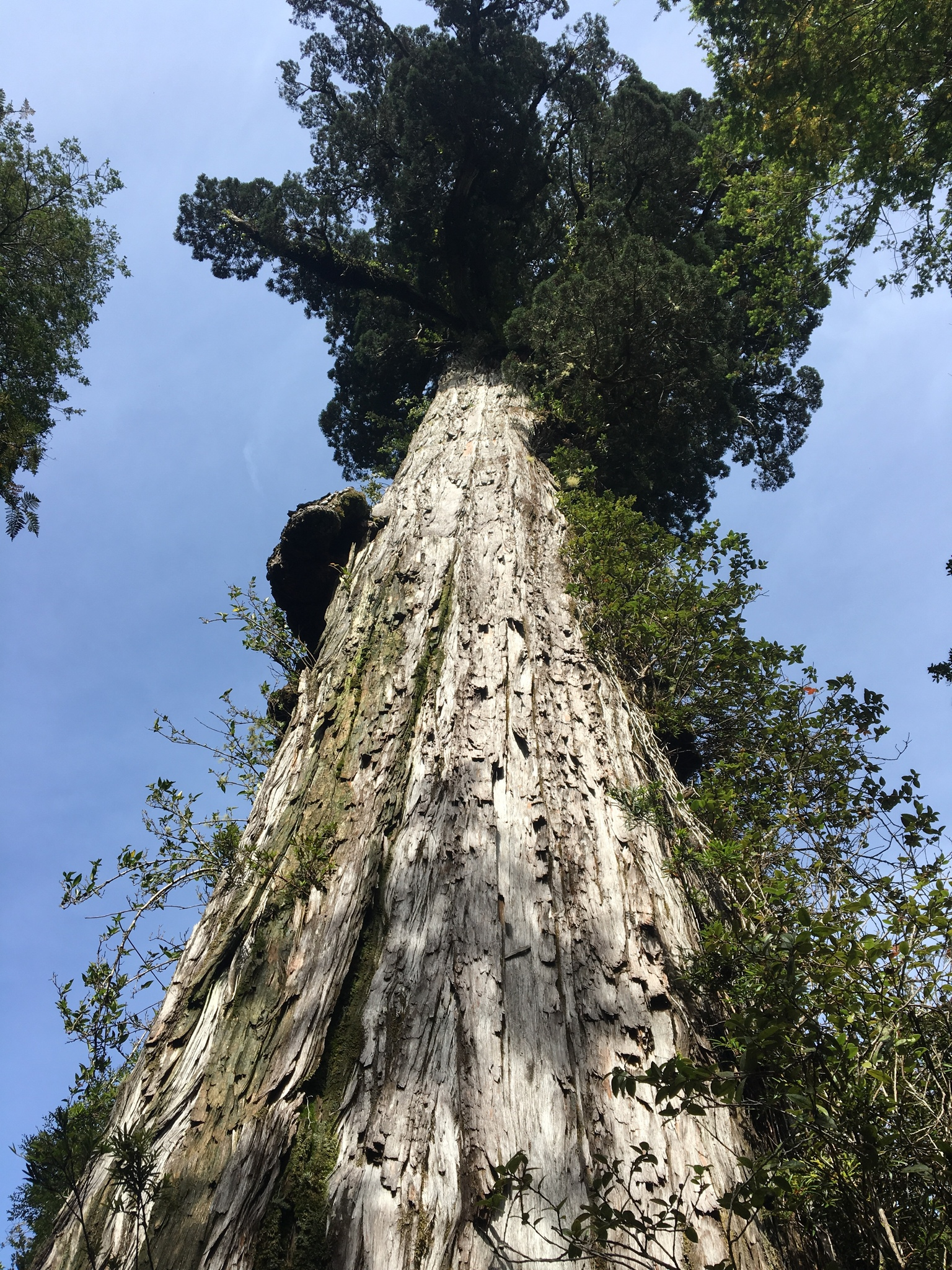
Árbol adulto
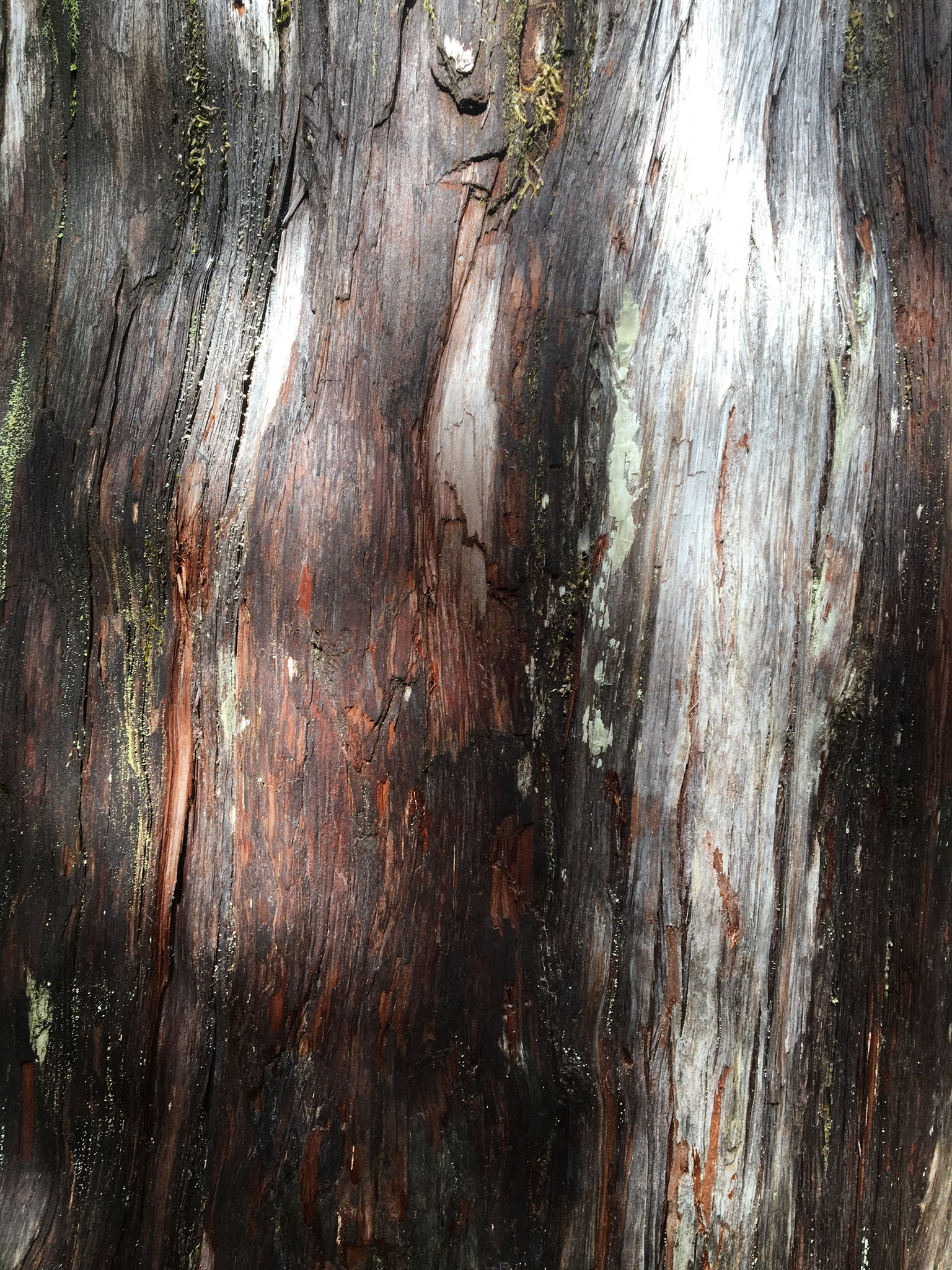
Detalle del tronco
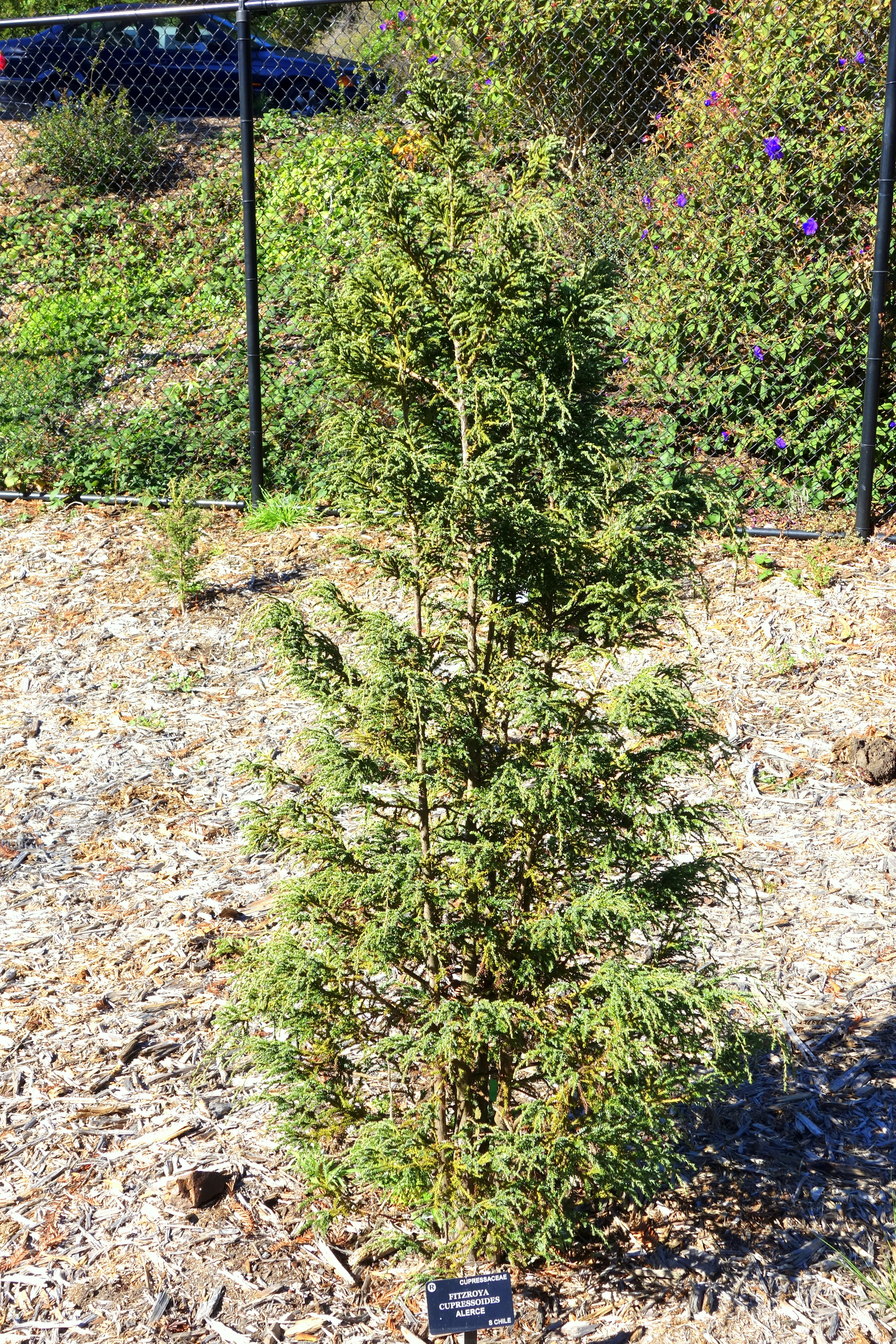
Árbol joven
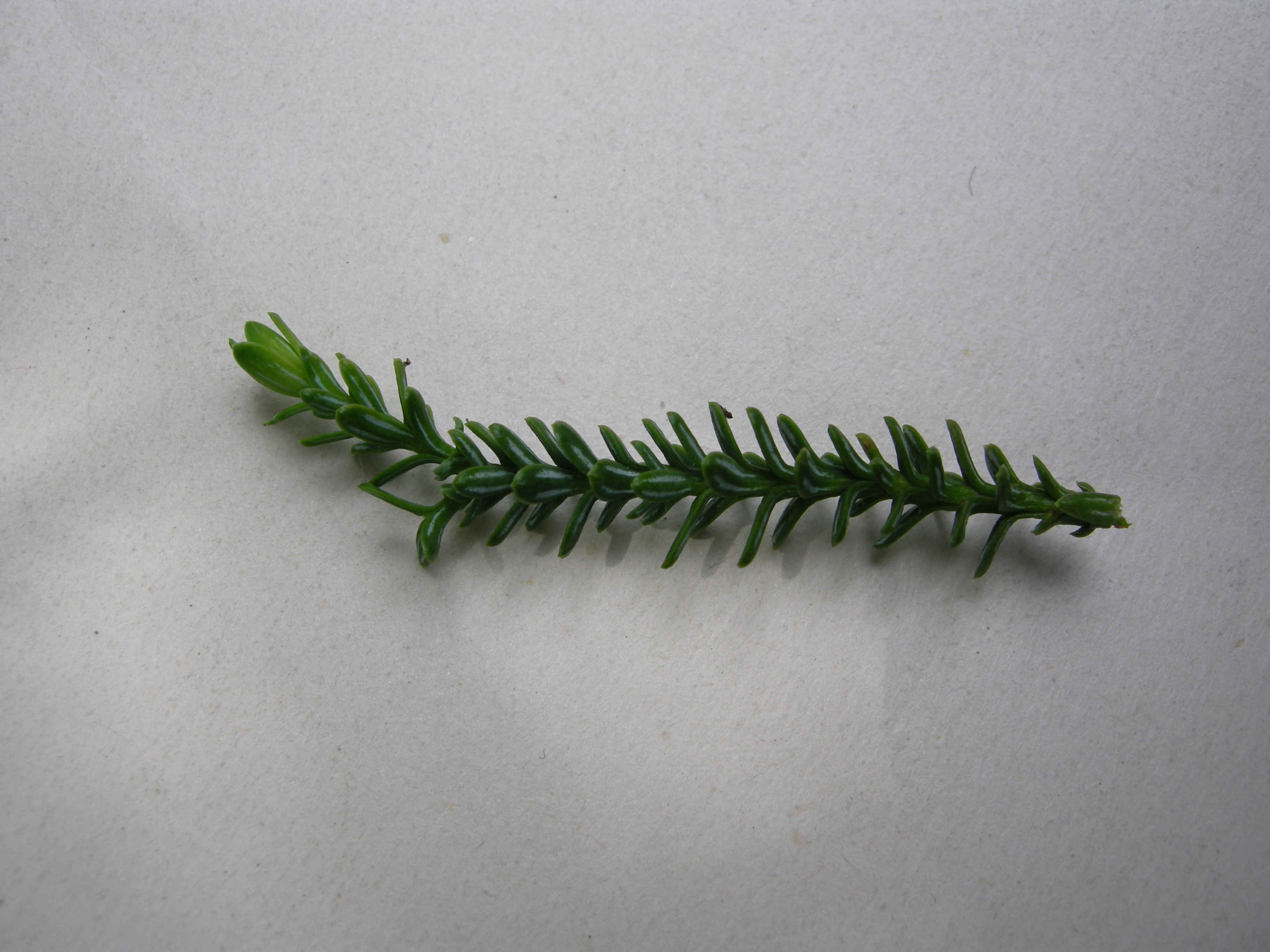
Detalle de rama
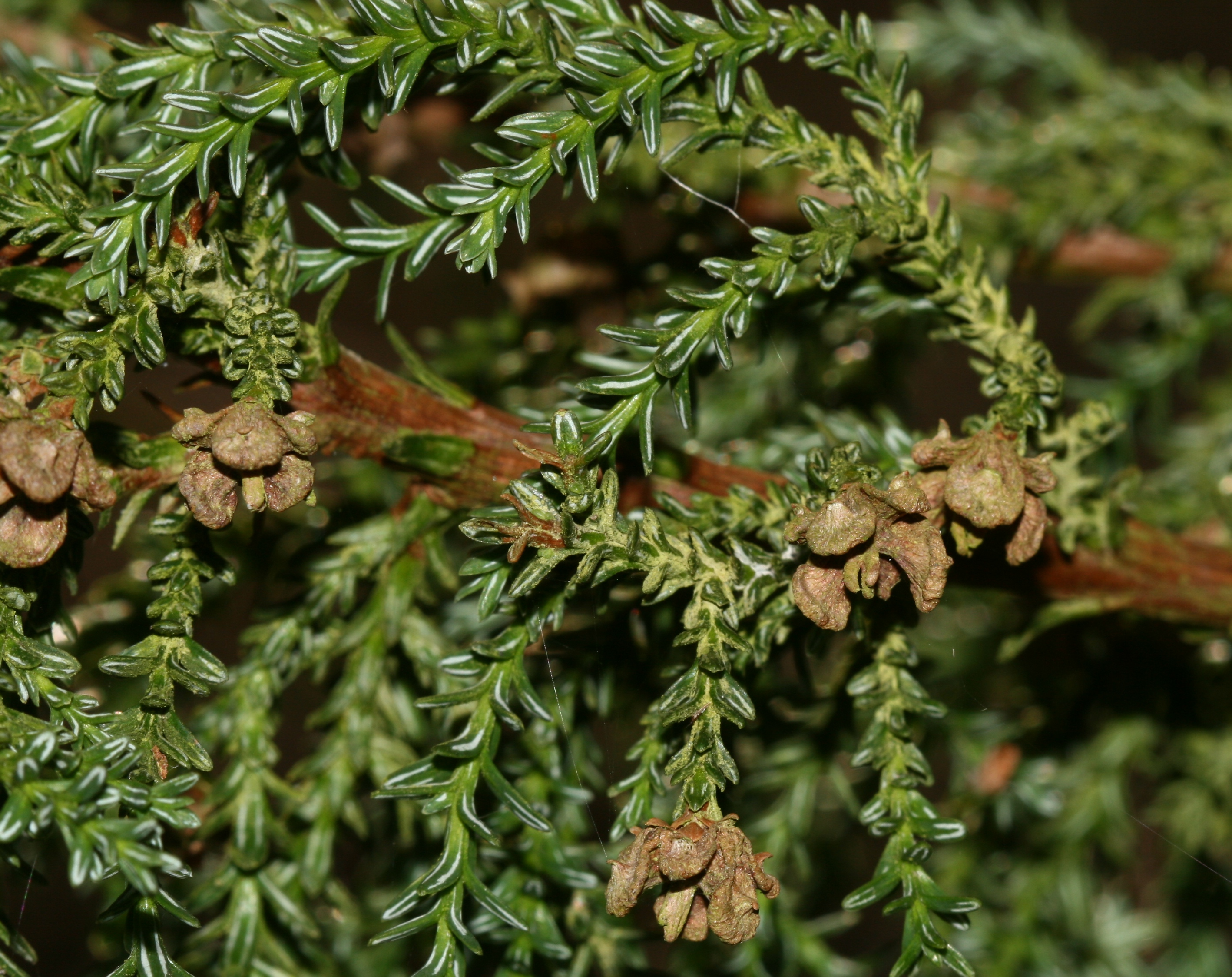
Detalle de conos femeninos
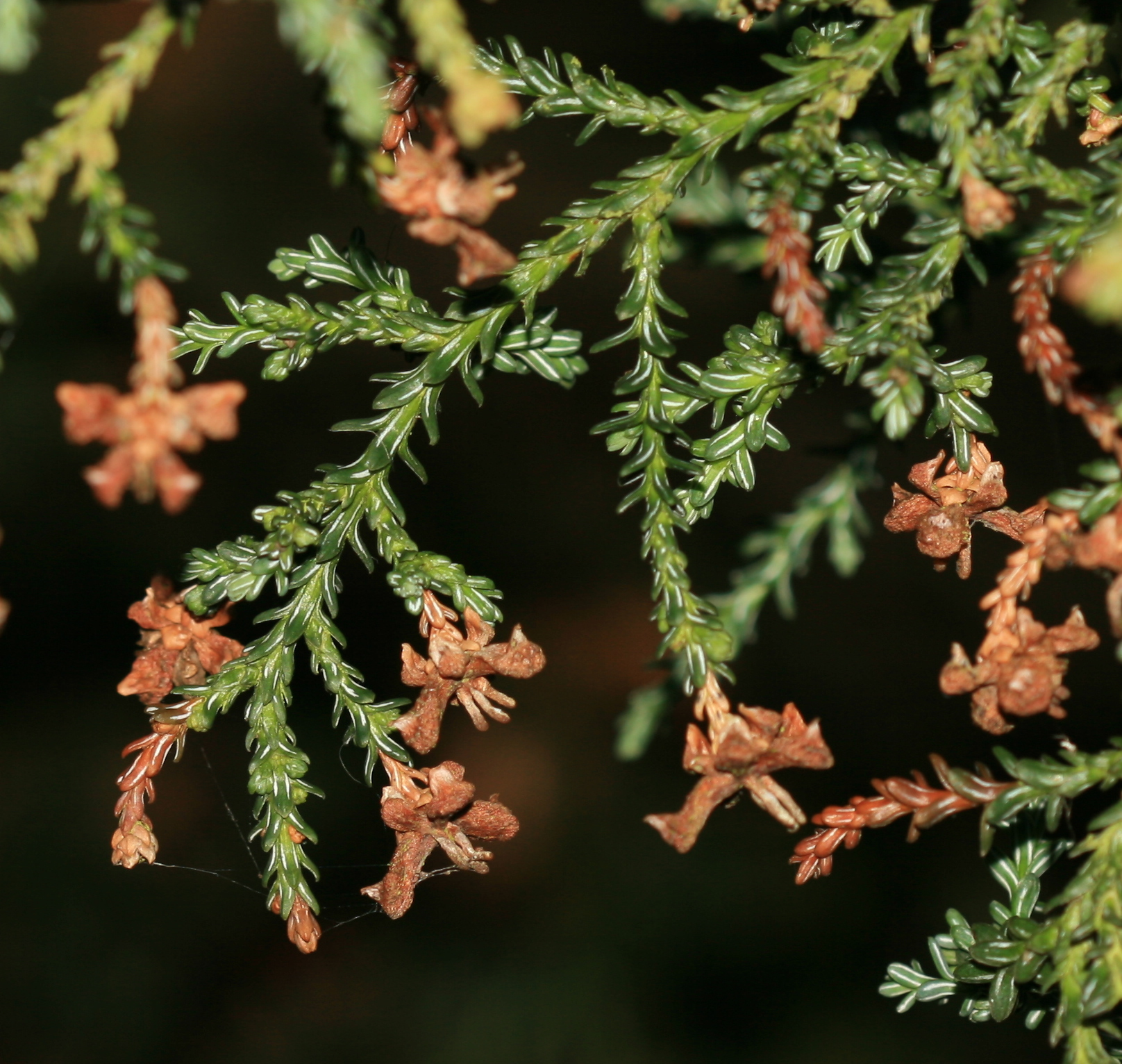
Detalle de conos femeninos maduros